# Delias georgina
Delias georgina é uma borboleta da família Pieridae . Ela foi descrita por Cajetan Felder e Rudolf Felder em 1861. Pode ser encontrada na região indo-malaia onde foi registada nas Filipinas (Luzon).
As fêmeas adultas são semelhantes às Delias cinerascens, com algumas diferenças nas asas.